# Geophis russatus
Espèce
Synonymes
- Geophis sallaei russatus Smith & Williams, 1966

Statut de conservation UICN

 DD  : Données insuffisantes
Geophis russatus  est une espèce de serpents de la famille des Dipsadidae.

## Répartition
Cette espèce est endémique de la Sierra de Miahuatlán dans l'Oaxaca au Mexique.

## Publication originale
- Smith & Williams, 1966 : A new snake (Geophis) from México. Journal of the Ohio Herpetological Society, vol. 5, no 3, p. 90-92.